# Нетребский, Владимир Петрович
Нетребский Владимир Петрович (1 мая 1924 года — 11 сентября 1999 года) — командир минометного расчета минометной роты 825-го стрелкового полка (302-я стрелковая дивизия, 60-я армия, 1-й Украинский фронт) старший сержант. Полный Кавалер ордена Славы.

## Биография
Окончил 7 классов. Работал учетчиком в колхозной тракторной бригаде.
С февраля 1943 года воевал на фронте, был командиром минометного расчета минометной роты 825-го стрелкового полка (302-я стрелковая дивизия, 60-я армия, 1-й Украинский фронт). Участвовал в боях за г. Тернополь, воевал в Польше, освобождал Прагу.
В 1948 году Владимир Петрович Нетребский был демобилизован.
В 1954 году окончил Новочеркасский сельскохозяйственный техникум. Жил в хуторе Верхнекольцов (Тацинский район) Ростовский обл. Работал главным агрономом в колхозе «Путь к коммунизму». В 1973 году колхозу удалось добиться рекордной урожайности зерновых и подсолнечника, непревзойденной и по сей день. Владимир Петрович Нетребский был признан одним из лучших хлеборобов Тацинского района. Был одним из инициаторов создания в хуторе памятника погибшим землякам.

## Награды
1. Орден Отечественной войны 1-й степени;
2. Орден Славы 3-й степени (1944 г.);
3. Орден Славы 2-й степени (1944 г.);
4. Орден Славы 1-й степени (1945 г.);
5. Орден Ленина (1973 г.);
6. Медали;
7. Звание «Заслуженный агроном республики».

## Черты характера
Мужество, бесстрашие, суворовская смекалка в бою («воюют не числом, а умением»). В мирное время — преданность земле, людям села, верное, честное служение своей Родине.